# 藤北彩香
藤北 彩香（ふじきた あやか、1989年5月26日 - ）は、日本の元AV女優。

## 略歴
2010年9月に「SUPERNOVA　超新星」でプレミアムよりAVデビューした。
2011年10月1日発売の『解禁!!生中出し! 子宮で感じる本生SEX』で中出しを解禁した。
スカパー!アダルト放送大賞 2013で、成瀬心美が休養を取ることに伴い、佳苗るかと波多野結衣と共に、アイドルグループme-me*（ミーム）に新たに加入することが発表され、ライブを行った。
2014年7月、セガのゲーム「龍が如く」のキャラクター出演をかけたセクシー女優人気投票にエントリー。同年8月24日、結果発表。「龍が如く0 誓いの場所」への出演権を逃した。順位・得票数未発表。

## 作品

### アダルトビデオ
2010年
- SUPERNOVA　超新星 藤北彩香（9月7日、プレミアム） ※デビュー作
- ノーパン女子高生 藤北彩香（10月7日、プレミアム）
- 藤北彩香の上目使いフェラ天国（11月7日、プレミアム）
- 家庭教師は女子大生 藤北彩香（12月7日、プレミアム）

2011年
- 働くお姉さんのアフター 7（3月8日、プレステージ）
- NEW REC CASE-04（3月23日、プレステージ）
- キチクリンカン99（9月7日、アタッカーズ）
- 解禁!!生中出し! 子宮で感じる本生SEX（10月1日、ワンズファクトリー）
- 私があなたを守るから。悲しみのSP奴隷（11月7日、アタッカーズ）
- この子には手を出さないで! 私が身代りになりますから…（12月7日、アタッカーズ）
- 居酒屋で営業中に代わる代わる犯され続けるアルバイト女子大生（12月13日、マルクス兄弟）

2012年
- 監禁調教された女子大生（2月10日、プレステージ）
- 女子校生のおもらしオナニー Vol.4（4月6日、OFFICE K'S）
- カリスマGALのM男限定!やられたい願望叶えます 5（7月25日、未来・フューチャー）
- お嬢様クロニクル 1（7月27日、ワンダフル）
- 極上ギャルが心のこもったおもてなし!夢の超高級風俗フルコース!! 2（8月24日、ケイ・エム・プロデュース）
- 性感マッサージ美人妻専門店 痴女エステシャンによる究極のチ○コいじり 2（8月25日、ジャネス）
- M男レイプ!!ボンテージ・クィーン ACT.02（8月25日、未来・フューチャー）
- 究極!アナル丸見え ダンスストリップ!!（シングルバージョン）02（9月15日、未来・フューチャー）
- 欲情温泉 レズ性感マッサージ VOL.02（11月2日、虎堂）
- GAL×制服×パンスト 5（11月15日、ジャネス）
- 日常遊戯 社長秘書あやか（12月28日、セブン）

2013年
- キャバ嬢に顔騎クンニ放尿されながらセンズリ発射するM男な客（1月30日、未来・フューチャー）
- 泥酔お姉さん ピュアな素肌が僕の股間を刺激する3（2月10日、ホットエンターテイメント）
- 連射PANIC!!! 終わらない男汁搾取 4（2月15日、ジャネス）
- 女だけの密着エロ肌グチョ濡れ求愛エクスタシー（2月19日、アンナと花子）
- 美少女即ハメ白書 09（2月21日、プレステージ）
- まぁだだよ 悪戯な女たちの焦らし寸止め（2月25日、未来・フューチャー）
- GALショップ店員の超マッハなペニバンイラマチオとアナルFUCKに昇天し聖水で満足するM男たち（2月25日、未来・フューチャー）
- 女好きの女（3月7日、LADY×LADY）
- ギャル女子校生の趣味はM男責め（3月19日、スタイルアート/妄想族）
- 嫁さんをお隣さんに寝取られた 森川ななせ 藤北彩香（6月27日、タカラ映像）
- ギャル生徒会が支配するありえない逆セクハラ学園（8月8日、GARCON）
- 超ギャル Wブチギレ手コキ!!（8月8日、GARCON）
- ケーキ屋さんの嫁（11月14日、タカラ映像）
- 禁断拘束レズ VOL.3（12月20日、アウダースジャパン）

2014年
- DOKIレズ 65（1月10日、アウダースジャパン）

## 出演

### テレビ
- ビ〜チ9（2012年9月・2014年1月、テレビ埼玉）- マンスリーゲスト
- もう!バカリズムさんのドH!（2014年12月29日、NOTTV）※me-me*での出演

### 映画
- 真夜中の不倫妻（2013年12月20日、オーピー映画）田部彩香 役[7]